# GNK Dinamo Zagreb en competiciones europeas
El G. N. K. Dinamo Zagreb ha participado en varias competiciones europeas organizadas por la UEFA desde que lo hiciera por primera vez en 1958, con lo que fue el tercer equipo de la desaparecida Yugoslavia en participar en la Copa de Europa.
Su primer partido oficial lo jugó ante el desaparecido F. K. Dukla Praga de la antigua Checoslovaquia, el cual terminó 2-2 en el que Luka Lipošinović se convirtió en el primer jugador del club en anotar en competiciones europeas.
Es el único equipo de Croacia en ganar un torneo europeo, al ganar la Copa de Ferias en la temporada 1966-67 al vencer en la final al Leeds United de Inglaterra 2-0 en el marcador global.

## Resultados
| Temporada | Torneo            | Ronda               | Club                   | Casa       | Visita     | Global          |
| --------- | ----------------- | ------------------- | ---------------------- | ---------- | ---------- | --------------- |
| 1958–59   | Copa de Europa    | Clasificatoria      | Dukla Praga            | 2–2        | 1–2        | 3–4             |
| 1960–61   | Recopa de Europa  | Clasificatoria      | RH Brno                | 2–0        | 0–0        | 2–0             |
| 1960–61   | Recopa de Europa  | Semifinales         | Fiorentina             | 2–1        | 0–3        | 2–4             |
| 1961–62   | Copa de Ferias    | 1                   | Stævnet                | 2–2        | 7–2        | 9–4             |
| 1961–62   | Copa de Ferias    | 2                   | Barcelona              | 2–2        | 1–5        | 3–7             |
| 1962–63   | Copa de Ferias    | 1                   | Porto                  | 0–0        | 2–1        | 2–1             |
| 1962–63   | Copa de Ferias    | 2                   | Union Saint-Gilloise   | 2–1        | 0–1        | 2–2, (Des. 3–2) |
| 1962–63   | Copa de Ferias    | Cuartos de final    | Bayern Múnich          | 0–0        | 4–1        | 4–1             |
| 1962–63   | Copa de Ferias    | Semifinales         | Ferencvárosi           | 2–1        | 1–0        | 3–1             |
| 1962–63   | Copa de Ferias    | Subcampeón          | Valencia               | 1–2        | 0–2        | 1–4             |
| 1963–64   | Recopa de Europa  | Clasificatoria      | Linzer ASK             | 1–0        | 0–1        | 1–1, (Des. 1–1) |
| 1963–64   | Recopa de Europa  | 1                   | Celtic                 | 2–1        | 0–3        | 2–4             |
| 1964–65   | Recopa de Europa  | 1                   | AEK Atenas             | 3–0        | 0–2        | 3–2             |
| 1964–65   | Recopa de Europa  | 2                   | Steaua de Bucarest     | 2–0        | 3–1        | 5–1             |
| 1964–65   | Recopa de Europa  | Cuartos de final    | Torino                 | 1–2        | 1–1        | 2–3             |
| 1965–66   | Recopa de Europa  | 1                   | Atlético de Madrid     | 0–1        | 0–4        | 0–5             |
| 1966–67   | Copa de Ferias    | 1                   | Spartak Brno           | 2–0        | 0–2        | 2–2 (Sort.)     |
| 1966–67   | Copa de Ferias    | 2                   | Dunfermline Athletic   | 2–0        | 2–4        | 4–4 (v.)        |
| 1966–67   | Copa de Ferias    | 3                   | Dinamo Piteşti         | 0–0        | 1–0        | 1–0             |
| 1966–67   | Copa de Ferias    | Cuartos de final    | Juventus               | 3–0        | 2–2        | 5–2             |
| 1966–67   | Copa de Ferias    | Semifinales         | Eintracht Frankfurt    | 4–0        | 0–3        | 4–3             |
| 1966–67   | Copa de Ferias    | Campeón             | Leeds United           | 2–0        | 0–0        | 2–0             |
| 1967–68   | Copa de Ferias    | 1                   | Petrolul Ploieşti      | 5–0        | 0–2        | 5–2             |
| 1967–68   | Copa de Ferias    | 2                   | Bologna                | 1–2        | 0–0        | 1–2             |
| 1968–69   | Copa de Ferias    | 1                   | Fiorentina             | 1–1        | 1–2        | 2–3             |
| 1969–70   | Recopa de Europa  | 1                   | Slovan Bratislava      | 3–0        | 0–0        | 3–0             |
| 1969–70   | Recopa de Europa  | 2                   | Olympique de Marsella  | 2–0        | 1–1        | 3–1             |
| 1969–70   | Recopa de Europa  | Cuartos de final    | Schalke 04             | 1–3        | 0–1        | 1–4             |
| 1970–71   | Copa de Ferias    | 1                   | Barreirense            | 6–1        | 0–2        | 6–3             |
| 1970–71   | Copa de Ferias    | 2                   | Hamburgo               | 4–0        | 0–1        | 4–1             |
| 1970–71   | Copa de Ferias    | 3                   | Twente                 | 2–2        | 0–1        | 2–3             |
| 1971–72   | Copa de la UEFA   | 1                   | Botev Vratsa           | 6–1        | 2–1        | 8–2             |
| 1971–72   | Copa de la UEFA   | 2                   | Rapid Viena            | 2–2        | 0–0        | 2–2 (v.)        |
| 1973–74   | Recopa de Europa  | 1                   | Milan                  | 1–3        | 0–1        | 1–4             |
| 1976–77   | Copa de la UEFA   | 1                   | ASA Târgu Mureş        | 3–0        | 1–0        | 4–0             |
| 1976–77   | Copa de la UEFA   | 2                   | Magdeburgo             | 2–2        | 0–2        | 2–4             |
| 1977–78   | Copa de la UEFA   | 1                   | Olympiacos             | 5–1        | 1–3        | 6–4             |
| 1977–78   | Copa de la UEFA   | 2                   | Torino                 | 1–0        | 1–3        | 2–3             |
| 1979–80   | Copa de la UEFA   | 1                   | Perugia                | 0–0        | 0–1        | 0–1             |
| 1980–81   | Recopa de Europa  | 1                   | Benfica                | 0–0        | 0–2        | 0–2             |
| 1982–83   | Copa de Europa    | 1                   | Sporting de Lisboa     | 1–0        | 0–3        | 1–3             |
| 1983–84   | Recopa de Europa  | 1                   | Porto                  | 2–1        | 0–1        | 2–2 (v.)        |
| 1988–89   | Copa de la UEFA   | 1                   | Beşiktaş               | 2–0        | 0–1        | 2–1             |
| 1988–89   | Copa de la UEFA   | 2                   | VfB Stuttgart          | 1–3        | 1–1        | 2–4             |
| 1989–90   | Copa de la UEFA   | Clasificatoria      | Auxerre                | 1–3        | 1–0        | 2–3             |
| 1990–91   | Copa de la UEFA   | 1                   | Atalanta               | 1–1        | 0–0        | 1–1 (v.)        |
| 1991–92   | Copa de la UEFA   | 1                   | Trabzonspor            | 2–3        | 1–1        | 3–4             |
| 1993–94   | Liga de Campeones | Preliminar          | B68                    | 6–0        | 5–0        | 11–0            |
| 1993–94   | Liga de Campeones | 1                   | Steaua de Bucarest     | 2–3        | 2–1        | 4–4 (v.)        |
| 1994–95   | Recopa de Europa  | 1                   | Auxerre                | 3–1        | 0–3        | 3–4             |
| 1996–97   | Copa de la UEFA   | Preliminar          | KF Tirana              | 4–0        | 6–2        | 10–2            |
| 1996–97   | Copa de la UEFA   | Clasificatoria      | Spartak de Moscú       | 3–1        | 0–2        | 3–3 (v.)        |
| 1997–98   | Liga de Campeones | 1.ª Clasificatoria  | Partizan Belgrado      | 5–0        | 0–1        | 5–1             |
| 1997–98   | Liga de Campeones | 2.ª Clasificatoria  | Newcastle United       | 2–2 (pró.) | 1–2        | 3–4             |
| 1997–98   | Copa de la UEFA   | 1                   | Grasshopper            | 4–4        | 5–0        | 9–4             |
| 1997–98   | Copa de la UEFA   | 2                   | MTK Budapest           | 2–0        | 0–1        | 2–1             |
| 1997–98   | Copa de la UEFA   | 3                   | Atlético de Madrid     | 1–1        | 0–1        | 1–2             |
| 1998–99   | Liga de Campeones | 2.ª Clasificatoria  | Celtic                 | 3–0        | 0–1        | 3–1             |
| 1998–99   | Liga de Campeones | Grupos              | Ajax Ámsterdam         | 0–0        | 1–0        | 2.º Lugar       |
| 1998–99   | Liga de Campeones | Grupos              | Olympiacos             | 1–1        | 0–2        | 2.º Lugar       |
| 1998–99   | Liga de Campeones | Grupos              | Porto                  | 3–1        | 0–3        | 2.º Lugar       |
| 1999–2000 | Liga de Campeones | 3.ª Clasificatoria  | MTK Budapest           | 0–0        | 2–0        | 2–0             |
| 1999–2000 | Liga de Campeones | Grupos              | Manchester United      | 1–2        | 0–0        | 4.º Lugar       |
| 1999–2000 | Liga de Campeones | Grupos              | Olympique de Marsella  | 1–2        | 2–2        | 4.º Lugar       |
| 1999–2000 | Liga de Campeones | Grupos              | Sturm Graz             | 3–0        | 0–1        | 4.º Lugar       |
| 2000–01   | Liga de Campeones | 3.ª Clasificatoria  | Milan                  | 0–3        | 1–3        | 1–6             |
| 2000–01   | Copa de la UEFA   | 1                   | Slovan Bratislava      | 1–1        | 3–0        | 4–1             |
| 2000–01   | Copa de la UEFA   | 2                   | Parma                  | 1–0        | 0–2        | 1–2             |
| 2001–02   | Copa de la UEFA   | Clasificatoria      | Flora Tallinn          | 1–0        | 1–0        | 2–0             |
| 2001–02   | Copa de la UEFA   | 1                   | Maccabi Tel Aviv       | 2–2        | 1–1        | 3–3 (v.)        |
| 2002–03   | Copa de la UEFA   | 1                   | Zalaegerszeg           | 6–0        | 3–1        | 9–1             |
| 2002–03   | Copa de la UEFA   | 2                   | Fulham                 | 0–3        | 1–2        | 1–5             |
| 2003–04   | Liga de Campeones | 2.ª Clasificatoria  | Maribor                | 2–1        | 1–1        | 3–2             |
| 2003–04   | Liga de Campeones | 3.ª Clasificatoria  | Dinamo de Kiev         | 0–2        | 1–3        | 1–5             |
| 2003–04   | Copa de la UEFA   | 1                   | MTK Budapest           | 3–1        | 0–0        | 3–1             |
| 2003–04   | Copa de la UEFA   | 2                   | Dnipro Dnipropetrovsk  | 0–2        | 1–1        | 1–3             |
| 2004–05   | Copa de la UEFA   | 2.ª Clasificatoria  | Primorje               | 4–0        | 0–2        | 4–2             |
| 2004–05   | Copa de la UEFA   | 1                   | IF Elfsborg            | 2–0        | 0–0        | 2–0             |
| 2004–05   | Copa de la UEFA   | Fase de grupos      | Beveren                | 6–1        | -          | 4.º Lugar       |
| 2004–05   | Copa de la UEFA   | Fase de grupos      | Benfica                | -          | 0–2        | 4.º Lugar       |
| 2004–05   | Copa de la UEFA   | Fase de grupos      | Heerenveen             | 2–2        | -          | 4.º Lugar       |
| 2004–05   | Copa de la UEFA   | Fase de grupos      | VfB Stuttgart          | -          | 1–2        | 4.º Lugar       |
| 2006–07   | Liga de Campeones | 2.ª Clasificatoria  | Ekranas                | 5–2        | 4–1        | 9–3             |
| 2006–07   | Liga de Campeones | 3.ª Clasificatoria  | Arsenal                | 0–3        | 1–2        | 1–5             |
| 2006–07   | Copa de la UEFA   | 1                   | Auxerre                | 1–2        | 1–3        | 2–5             |
| 2007–08   | Liga de Campeones | 1.ª Clasificatoria  | Khazar Lankaran        | 3–1        | 1–1        | 4–2             |
| 2007–08   | Liga de Campeones | 2.ª Clasificatoria  | Domžale                | 3–1        | 2–1        | 5–2             |
| 2007–08   | Liga de Campeones | 3.ª Clasificatoria  | Werder Bremen          | 2–3        | 1–2        | 3–5             |
| 2007–08   | Copa de la UEFA   | 1                   | Ajax Ámsterdam         | 0–1        | 3–2        | 3–3 (v.)        |
| 2007–08   | Copa de la UEFA   | Fase de grupos      | Basel                  | 0–0        | -          | 4.º Lugar       |
| 2007–08   | Copa de la UEFA   | Fase de grupos      | Brann                  | -          | 1–2        | 4.º Lugar       |
| 2007–08   | Copa de la UEFA   | Fase de grupos      | Hamburgo               | 0–2        | -          | 4.º Lugar       |
| 2007–08   | Copa de la UEFA   | Fase de grupos      | Stade Rennais          | -          | 1–1        | 4.º Lugar       |
| 2008–09   | Liga de Campeones | 1.ª Clasificatoria  | Linfield               | 1–1        | 2–0        | 3–1             |
| 2008–09   | Liga de Campeones | 2.ª Clasificatoria  | Domžale                | 3–2        | 3–0        | 6–2             |
| 2008–09   | Liga de Campeones | 3.ª Clasificatoria  | Shakhtar Donetsk       | 1–3        | 0–2        | 1–5             |
| 2008–09   | Copa de la UEFA   | 1                   | Sparta Praga           | 0–0        | 3–3        | 3–3 (v.)        |
| 2008–09   | Copa de la UEFA   | Fase de grupos      | NEC Nijmegen           | 3–2        | -          | 5.º Lugar       |
| 2008–09   | Copa de la UEFA   | Fase de grupos      | Tottenham Hotspur      | -          | 0–4        | 5.º Lugar       |
| 2008–09   | Copa de la UEFA   | Fase de grupos      | Spartak de Moscú       | 0–1        | -          | 5.º Lugar       |
| 2008–09   | Copa de la UEFA   | Fase de grupos      | Udinese                | -          | 1–2        | 5.º Lugar       |
| 2009–10   | Liga de Campeones | 2.ª Clasificatoria  | Pyunik                 | 3–0        | 0–0        | 3–0             |
| 2009–10   | Liga de Campeones | 3.ª Clasificatoria  | Red Bull Salzburgo     | 1–2        | 1–1        | 2–3             |
| 2009–10   | Liga Europea      | Play-Off            | Heart of Midlothian    | 4–0        | 0–2        | 4–2             |
| 2009–10   | Liga Europea      | Fase de grupos      | Ajax Ámsterdam         | 0–2        | 1–2        | 3.º Lugar       |
| 2009–10   | Liga Europea      | Fase de grupos      | Anderlecht             | 0–2        | 1–0        | 3.º Lugar       |
| 2009–10   | Liga Europea      | Fase de grupos      | Timişoara              | 1–2        | 3–0        | 3.º Lugar       |
| 2010–11   | Liga de Campeones | 2.ª Clasificatoria  | Koper                  | 5–1        | 0–3        | 5–4             |
| 2010–11   | Liga de Campeones | 3.ª Clasificatoria  | Sheriff Tiraspol       | 1–1        | 1–1        | 2–2 (5–6 p.)    |
| 2010–11   | Liga Europea      | Play-Off            | Győri ETO              | 2–1        | 2–0        | 4–1             |
| 2010–11   | Liga Europea      | Fase de grupos      | Brujas                 | 0–0        | 2–0        | 3.º Lugar       |
| 2010–11   | Liga Europea      | Fase de grupos      | PAOK Salónica          | 0–1        | 0–1        | 3.º Lugar       |
| 2010–11   | Liga Europea      | Fase de grupos      | Villarreal             | 2–0        | 0–3        | 3.º Lugar       |
| 2011–12   | Liga de Campeones | 2.ª Clasificatoria  | Neftchi Baku           | 3–0        | 0–0        | 3–0             |
| 2011–12   | Liga de Campeones | 3.ª Clasificatoria  | HJK Helsinki           | 1–0        | 2–1        | 3–1             |
| 2011–12   | Liga de Campeones | Play-Off            | Malmö                  | 4–1        | 0–2        | 4–3             |
| 2011–12   | Liga de Campeones | Fase de grupos      | Ajax Ámsterdam         | 0–2        | 0–4        | 4.º Lugar       |
| 2011–12   | Liga de Campeones | Fase de grupos      | Olympique de Lyon      | 1–7        | 0–2        | 4.º Lugar       |
| 2011–12   | Liga de Campeones | Fase de grupos      | Real Madrid            | 0–1        | 2–6        | 4.º Lugar       |
| 2012–13   | Liga de Campeones | 2.ª Clasificatoria  | Ludogorets Razgrad     | 3–2        | 1–1        | 4–3             |
| 2012–13   | Liga de Campeones | 3.ª Clasificatoria  | Sheriff Tiraspol       | 4–0        | 1–0        | 5–0             |
| 2012–13   | Liga de Campeones | Play-Off            | Maribor                | 2–1        | 1–0        | 3–1             |
| 2012–13   | Liga de Campeones | Fase de grupos      | Dinamo de Kiev         | 1–1        | 0–2        | 4.º lugar       |
| 2012–13   | Liga de Campeones | Fase de grupos      | París Saint-Germain    | 0–2        | 0–4        | 4.º lugar       |
| 2012–13   | Liga de Campeones | Fase de grupos      | Porto                  | 0–2        | 0–3        | 4.º lugar       |
| 2013–14   | Liga de Campeones | 2.ª Clasificatoria  | Fola Esch              | 1–0        | 5–0        | 6–0             |
| 2013–14   | Liga de Campeones | 3.ª Clasificatoria  | Sheriff Tiraspol       | 1–0        | 3–0        | 4–0             |
| 2013–14   | Liga de Campeones | Play-Off            | Austria Viena          | 0–2        | 3–2        | 3–4             |
| 2013–14   | Liga Europea      | Grupos              | Chornomorets Odesa     | 1–2        | 1–2        | 4.º Lugar       |
| 2013–14   | Liga Europea      | Grupos              | Ludogorets Razgrad     | 1–2        | 0–3        | 4.º Lugar       |
| 2013–14   | Liga Europea      | Grupos              | PSV Eindhoven          | 0–0        | 0–2        | 4.º Lugar       |
| 2014–15   | Liga de Campeones | 2.ª Clasificatoria  | Žalgiris Vilnius       | 2–0        | 2–0        | 4–0             |
| 2014–15   | Liga de Campeones | 3.ª Clasificatoria  | Aalborg                | 0–2        | 1–0        | 1–2             |
| 2014–15   | Liga Europea      | Play-Off            | Petrolul Ploiești      | 2–1        | 3–1        | 5–2             |
| 2014–15   | Liga Europea      | Fase de grupos      | Astra Giurgiu          | 5–1        | 0–1        | 3.º Lugar       |
| 2014–15   | Liga Europea      | Fase de grupos      | Celtic                 | 4–3        | 0–1        | 3.º Lugar       |
| 2014–15   | Liga Europea      | Fase de grupos      | Red Bull Salzburgo     | 1–5        | 2–4        | 3.º Lugar       |
| 2015–16   | Liga de Campeones | 2.ª Clasificatoria  | Fola Esch              | 1–1        | 3–0        | 4–1             |
| 2015–16   | Liga de Campeones | 3.ª Clasificatoria  | Molde                  | 1–1        | 3–3        | 4–4 (v.)        |
| 2015–16   | Liga de Campeones | Play-Off            | Skënderbeu             | 4–1        | 2–1        | 6–2             |
| 2015–16   | Liga de Campeones | Fase de grupos      | Arsenal                | 2–1        | 0–3        | 4.º Lugar       |
| 2015–16   | Liga de Campeones | Fase de grupos      | Bayern Múnich          | 0–2        | 0–5        | 4.º Lugar       |
| 2015–16   | Liga de Campeones | Fase de grupos      | Olympiacos             | 0–1        | 1–2        | 4.º Lugar       |
| 2016–17   | Liga de Campeones | 2.ª Clasificatoria  | Vardar                 | 3–2        | 2–1        | 5–3             |
| 2016–17   | Liga de Campeones | 3.ª Clasificatoria  | Dinamo Tbilisi         | 2–0        | 1–0        | 3–0             |
| 2016–17   | Liga de Campeones | Play-Off            | Red Bull Salzburgo     | 1–1        | 2–1 (pró.) | 3–2             |
| 2016–17   | Liga de Campeones | Fase de grupos      | Olympique de Lyon      | 0–1        | 0–3        | 4.º Lugar       |
| 2016–17   | Liga de Campeones | Fase de grupos      | Juventus               | 0–4        | 0–2        | 4.º Lugar       |
| 2016–17   | Liga de Campeones | Fase de grupos      | Sevilla                | 0–1        | 0–4        | 4.º Lugar       |
| 2017–18   | Liga Europea      | 3.ª Clasificatoria  | Odds                   | 2–1        | 0–0        | 2–1             |
| 2017–18   | Liga Europea      | Play-Off            | Skënderbeu Korçë       | 1–1        | 0–0        | 1–1 (v.)        |
| 2018–19   | Liga de Campeones | 2.ª Clasificatoria  | Hapoel Be'er Sheva     | 5–0        | 2–2        | 7–2             |
| 2018–19   | Liga de Campeones | 3.ª Clasificatoria  | Astana                 | 1–0        | 2–0        | 3–0             |
| 2018–19   | Liga de Campeones | Play-Off            | Young Boys             | 1–2        | 1–1        | 2–3             |
| 2018–19   | Liga Europea      | Fase de grupos      | Fenerbahçe             | 4–1        | 0–0        | 1.º Lugar       |
| 2018–19   | Liga Europea      | Fase de grupos      | Anderlecht             | 0–0        | 2–0        | 1.º Lugar       |
| 2018–19   | Liga Europea      | Fase de grupos      | Spartak Trnava         | 3–1        | 2–1        | 1.º Lugar       |
| 2018–19   | Liga Europea      | 1/16                | Viktoria Pilsen        | 3–0        | 1–2        | 4–2             |
| 2018–19   | Liga Europea      | 1/8                 | Benfica                | 1–0        | 0–3        | 1–3             |
| 2019–20   | Liga de Campeones | 2.ª Clasificatoria  | Saburtalo Tbilisi      | 3–0        | 2–0        | 5–0             |
| 2019–20   | Liga de Campeones | 3.ª Clasificatoria  | Ferencváros            | 1–1        | 4–0        | 5–1             |
| 2019–20   | Liga de Campeones | Play-Off            | Rosenborg              | 2–0        | 1–1        | 3–1             |
| 2019–20   | Liga de Campeones | Fase de grupos      | Atalanta               | 4–0        | 0–2        | 4° lugar        |
| 2019–20   | Liga de Campeones | Fase de grupos      | Manchester City        | 1–4        | 0–2        | 4° lugar        |
| 2019–20   | Liga de Campeones | Fase de grupos      | Shakhtar Donetsk       | 3–3        | 2–2        | 4° lugar        |
| 2020–21   | Liga de Campeones | 2.ª Clasificatoria  | CFR Cluj               | -          | 2–2        | 2–2 (6:5 pen.)  |
| 2020–21   | Liga de Campeones | 3.ª Clasificatoria  | Ferencváros            | -          | 1–2        | 1–2             |
| 2020–21   | Liga Europea      | Play-Off            | Flora                  | 3–1        | -          | 3–1             |
| 2020–21   | Liga Europea      | Fase de grupos      | Feyenoord              | 0–0        | 2–0        | 1° lugar        |
| 2020–21   | Liga Europea      | Fase de grupos      | CSKA Moscú             | 3–1        | 0–0        | 1° lugar        |
| 2020–21   | Liga Europea      | Fase de grupos      | Wolfsberger            | 1–0        | 3–0        | 1° lugar        |
| 2020–21   | Liga Europea      | 1/16                | Krasnodar              | 1–0        | 3–2        | 4–2             |
| 2020–21   | Liga Europea      | 1/8                 | Tottenham Hotspur      | 3–0        | 0–2        | 3–2 (t. s.)     |
| 2020–21   | Liga Europea      | 1/4                 | Villarreal             | 0–1        | 1–2        | 1–3             |
| 2021–22   | Liga de Campeones | 1.ª Clasificatoria  | Valur                  | 3–2        | 2–0        | 5–2             |
| 2021–22   | Liga de Campeones | 2.ª Clasificatoria  | Omonia Nicosia         | 2–0        | 1–0        | 3–0             |
| 2021–22   | Liga de Campeones | 3.ª Clasificatoria  | Legia de Varsovia      | 1–1        | 1–0        | 2–1             |
| 2021–22   | Liga de Campeones | Play-Off            | Sheriff Tiraspol       | 0–0        | 0–3        | 0–3             |
| 2021–22   | Liga Europea      | Fase de grupos      | West Ham               | 0–2        | 1–0        | 2° lugar        |
| 2021–22   | Liga Europea      | Fase de grupos      | Genk                   | 1–1        | 3–0        | 2° lugar        |
| 2021–22   | Liga Europea      | Fase de grupos      | Rapid Viena            | 3–1        | 1–2        | 2° lugar        |
| 2021–22   | Liga Europea      | Preliminar Octavos  | Sevilla                | 1–0        | 1–3        | 2–3             |
| 2022–23   | Liga de Campeones | 2.ª Clasificatoria  | FC Shkupi              | 2-2        | 1-0        | 3-2             |
| 2022–23   | Liga de Campeones | 3.ª Clasificatoria  | PFC Ludogorets Razgrad | 4-2        | 2-1        | 6-3             |
| 2022–23   | Liga de Campeones | Play-Off            | FK Bodø/Glimt          | 4-1        | 0-1        | 4–2 (t. s.)     |
| 2022–23   | Liga de Campeones | Fase de grupos      | Chelsea FC             | 1-0        | 1-2        | 4.º Lugar       |
| 2022–23   | Liga de Campeones | Fase de grupos      | AC Milan               | 0–4        | 1-3        | 4.º Lugar       |
| 2022–23   | Liga de Campeones | Fase de grupos      | Red Bull Salzburgo     | 1-1        | 0–1        | 4.º Lugar       |
| 2023-24   | Liga de Campeones | 2.ª Clasificatoria  | FK Astaná              | 4–0        | 2–0        | 6–0             |
| 2023-24   | Liga de Campeones | 3.ª Clasificatoria  | A. E. K. de Atenas     | 1-2        | 2-2        | 3-4             |
| 2023-24   | Liga Europea      | Play-Off            | Sparta Praga           | 3–1        | 1–4        | 4-5             |
| 2023-24   | Liga Conferencia  |                     |                        |            |            |                 |
| 2023-24   | Fase de grupos    | FK Astaná           | 5-1                    | 2-0        | 2.º Lugar  |                 |
| 2023-24   | Fase de grupos    | KF Ballkani         | 1-0                    | 0–2        | 2.º Lugar  |                 |
| 2023-24   | Fase de grupos    | Viktoria Pilsen     | 0–1                    | 0–1        | 2.º Lugar  |                 |
| 2023-24   | Play-Off          | Real Betis Balompié |                        |            |            |                 |
| 2024-25   | Liga de Campeones | Play-off            | Qarabag                | 3-0        | 2-0        | 5-0             |
| 2024-25   | Liga de Campeones | Fase Liga           | Bayern München         |            | 2-9        |                 |
| 2024-25   | Liga de Campeones | Fase Liga           | AS Mónaco              | 2-2        |            |                 |
| 2024-25   | Liga de Campeones | Fase Liga           | RB Salzburg            |            | 2-0        |                 |
| 2024-25   | Liga de Campeones | Fase Liga           | Slovan Bratislava      |            |            |                 |
| 2024-25   | Liga de Campeones | Fase Liga           | Borussia Dortmund      |            |            |                 |
| 2024-25   | Liga de Campeones | Fase Liga           | Celtic                 |            |            |                 |
| 2024-25   | Liga de Campeones | Fase Liga           | Arsenal                |            |            |                 |
| 2024-25   | Liga de Campeones | Fase Liga           | AC Milan               |            |            |                 |

## Estadísticas

### Por competición
- En negrita competiciones en activo.

| Torneo                       | TJ | PJ  | PG  | PE | PP  | GF  | GC  | Dif. | Puntos |
| ---------------------------- | -- | --- | --- | -- | --- | --- | --- | ---- | ------ |
| Liga de Campeones de la UEFA | 24 | 156 | 65  | 32 | 59  | 230 | 217 | +13  | 227    |
| Liga Europa de la UEFA       | 26 | 137 | 55  | 31 | 51  | 200 | 163 | +37  | 196    |
| Recopa de Europa de la UEFA  | 9  | 30  | 11  | 5  | 14  | 31  | 38  | -7   | 38     |
| Copa de Ferias               | 6  | 38  | 15  | 10 | 13  | 65  | 47  | +18  | 55     |
| Total                        | 65 | 361 | 146 | 78 | 137 | 526 | 465 | +61  | 516    |